# Kateřina Emingerová
Kateřina Emingerová (* 13. Juli 1856 in Prag; † 9. September 1934 ebenda) war eine tschechische Komponistin und Pianistin.

## Leben
Kateřina Emingerová wurde am 13. Juli 1856 in Prag als Tochter des Juristen Jan Eminger und seiner Ehefrau Julie Emingerová als älteste von vier Geschwistern geboren. Im Hause der Eltern verkehrten führende Künstler der damaligen Zeit, darunter die Komponisten František Škroup, Bedřich Smetana, František Skuherský, Ludevít Procházka, die Brüder Vojtěch (Adalbert) und Jan Hřímalý, der Dirigent Adolf Čech, der Opernsänger (Bass) Josef Paleček oder der Tenor Gustav Walter. Ihre Mutter Julie Emingerová war eine Klavierschülerin von Josef Proksch und Amateurschauspielerin. Kateřinas Schwester Helena Emingerová (1858–1943) wurde als Malerin und Grafikerin bekannt.
Kateřina Emingerová erhielt ihren ersten Klavierunterricht bei dem Komponisten Zdeněk Fibich. Später studierte sie bei Josef Jiránek, dem Urgroßvater des bekannten Pianisten Josef Jiránek, bei Karel Slavkovský, Ludevít Procházka und Jindřich Kaan. 1882/83 studierte sie an der Hochschule für Musik (heute Institut für Musikpädagogik der Universität der Künste Berlin) bei Karl Heinrich Barth und schloss ihr Klavierstudium mit dem Staatsexamen ab. Sie kehrte nach Prag zurück und unterrichtete vorerst als Lektorin und ab 1911 als Professorin für Klavier- und Kammermusik am Prager Konservatorium, wo sie bis 1928 lehrte.
1916 nahm sie in Zusammenarbeit mit dem Architekten Josef Fanta und dem Kunsthistoriker Václav Vilém Štech am musikalischen Teil der Ausstellung im Prager Alten Rathaus von 1750–1850 teil.
Am 3. Mai 1923 hielt sie auf Einladung des Nationalverbandes Union française in Paris im Salle de Géographie einen Vortrag über alte tschechische Meister. Sie spielte dort auch Klavierkompositionen alter tschechischer Komponisten.
Kateřina Emingerová überarbeitete die Sammlung des Geigenbauers Eduard Emanuel Homolka von Kompositionen alter tschechischer Meister. 1919 wurde bei Barvitius ihre Edition Tschechische Sonatine I und II erstmals veröffentlicht. Bis 1943 erlebte diese Sammlung 6 Auflagen. In ihren letzten Jahren widmete sie sich dem Erhalt des musikalischen Erbes in Böhmen. Sie starb am 9. September 1934 in Prag. Ihr Nachlass befindet sich im Archiv des Prager Konservatoriums. Ihr Erbe vermachte sie dem Prager Konservatorium.

## Erste Konzerttätigkeit
Am 9. Mai 1873 veranstaltete der Wirtschaftsclub im Prager Sophiensaal ein Konzert zugunsten der Joachimsthaler Bergleute unter Mitwirkung von Fräulein K. Emingerová, Fräulein Hanušova, Fräulein Kupkova und Herrn Šebesta, bei dem das Trio für Klavier, Geige und Cello von Fibich uraufgeführt wurde. Emingerova gab auf diesem Konzert auch Chopins Walzer in cis-moll op. 64,2 und Rubinsteins Tarantelle. Am 25. März 1876 gab sie ihr erstes Solokonzert. Neben Solokonzerten war sie auch als Begleiterin und Kammermusikerin tätig. Zum Beispiel trat sie mit Antonín Bennewitz, Ferdinand Lachner, Otakar Ševčík und Alois Neruda auf.

## Komponistin
Sie begann mit 13 Jahren zu komponieren. Ihr Werk umfasst Orchesterlieder, Kunstlieder, Kammermusik für Klavier und Violine sowie zahlreiche Klavierwerke zu zwei oder vier Händen. Veröffentlicht wurden ihre Werke in Prag bei Karel Barvitius, J. Otto und Urbanek sowie bei Klemm in Dresden. Eine Sammlung ihrer Manuskripte und Werke liegt im tschechischen Museum für Musik sowie im Prager Konservatorium.

## Musikjournalistin
Sie veröffentlichte Artikel in den Musikjournalen Dalibor und Smetana sowie Rezensionen zu Aufführungen am Prager Nationaltheater und am Prager Konservatorium in verschiedenen Prager Tageszeitungen. Außerdem war sie maßgeblich beteiligt an der Herausgabe von Sammelwerken über alte tschechische Komponisten wie Georg Anton Benda, Josef Mysliveček und Jan Václav Voříšek.
Sie trat als Förderin der Werke von Komponistinnen auf. Zu nennen sind Fanny Hensel, Augusta Holmes, Johanna Müller-Herrmann, Lisa Maria Mayer, Ethel Smyth, Cécile Chaminade, Florentine Mallá und Lola Beranová. Sie förderte auch Interpretinnen wie Josefina Dušková, Clara Schumann, Eleonora z Ehrenbergů, Vilemína Klaussová-Szarvádyová, Annetta Josipova, Tereza Carreňo, Vanda Landovská, Vivien Chartresová sowie die Schauspielerinnen Otilie Sklenářová-Malá und Fanny Janoušk.